# Phyllanthus matitanensis
Phyllanthus matitanensis är en emblikaväxtart som beskrevs av Jacques Désiré Leandri. Phyllanthus matitanensis ingår i släktet Phyllanthus och familjen emblikaväxter. Inga underarter finns listade i Catalogue of Life.